# Gaesischia anthidioides
Gaesischia anthidioides är en biart som beskrevs av Urban 1968. Gaesischia anthidioides ingår i släktet Gaesischia och familjen långtungebin. Inga underarter finns listade i Catalogue of Life.